# Транспортно-экспедиционная компания
Транспортно-экспедиционная компания (ТЭК) — компания, занимающаяся организацией перевозок грузов от грузоотправителя (клиента) к грузополучателю. В большинстве случаев ТЭК является компанией посредником между клиентом и перевозчиком, предоставляя услуги по поиску исполнителя и транспорта удовлетворяющим критерием перевозки груза. От компетентности и профессионализма данной компании зависит качество и своевременность перевозки грузов.
Транспортно экспедиционная компания должна удовлетворять следующим требованием:
- Быстрая и четкая обработка поступающих заказов.
- Поиск и предоставления транспорта в заданные сроки.
- Неукоснительное соблюдение всех правил и условий транспортировки груза.
- Контроль за исполнением и информированием клиента о статусе перевозки груза.
- Формирование отчетности и прочих финансовых, сопроводительных документов.
- Строгое соблюдение законодательства.

На момент написания этой статьи на рынке грузоперевозок представлено большое число малых и крупных транспортно экспедиционных компаний, но специфика рынка такова, что далеко не каждая компания или частный перевозчик способен выполнить эти требования по ряду причин, главная из которых — это отсутствие нужной квалификации и опыта работы в данной сфере.
Регулируется деятельность ТЭК:
- Федеральный закон от 30 июня 2003 г. N 87-ФЗ «О транспортно-экспедиционной деятельности»
- Устав автомобильного транспорта и городского наземного эл.транспорта 8 ноября 2007 года N 259-ФЗ
- Правила перевозок грузов автомобильным транспортом от 15 апреля 2011 г. N 272
- Гражданский Кодекс РФ. Глава 41: Транспортная экспедиция